# Turnajská přilba

Turnajská přilba bez ozdob

Turnajská přilba (angl grilled helm) je typ evropské přilby, který byl užíván od poloviny 15. století. Je to přilbice se zamřížovaným hledím, a proto se nazývá, oproti předchozím přilbám, otevřená. Vznikla kvůli zvyšující se oblíbenosti pěších turnajů, u kterých rytíř potřebuje velký rozhled oproti rytíři na koni, který používal při jezdeckém klání kolčí přilbu.

## Heraldika
- Spolu s kolčí přilbou je to heraldická přilba používána až do roku 1918.
- Od 16. století se k helmě přidává zlatý řetízek s mincí tzv. monile a mřížka na hledí se barví zlatě. Jsou to pouze ozdoby a z hlediska hodnosti nemají význam.
- V některých zemích (např. ve Spojeném království) používaly tuto, celou zlatou a vpřed hledící, přilbu králové.